# Absolute Let's Dance opus 6
Absolute Let's Dance opus 6, kompilation i serien Absolute Dance udgivet i 1994. 

## Spor
1. Rednex – "Cotton Eye Joe"
2. Mo-Do – "Eins, Zwei, Polizei" (Radio Edit)
3. Snap – "Welcome To Tomorrow (Are You Ready?)"
4. Whigfield – "Another Day" (Radio Nite Mix)
5. La Bouche – "Sweet Dreams" (Radio Version)
6. Reel 2 Real – "Can You Feel It?" (Edited By – Erick "More")
7. Ice MC – "It's A Rainy Day" (Radio Version)
8. The Prodigy – "Voodoo People" (Edit)
9. Fun Factory – "Take Your Chance" (Take The Airwaves Mix)
10. Magic Affair – "In The Middle Of The Night" (Single Edit)
11. Lucas – "With The Lid Off" (Radio Version)
12. Playahitty – "The Summer Is Magic" (Radio Mix)
13. Lifestyle feat. Louis Armstrong- "Here We Go – Play It Again, Satchmo"
14. Baby D – "Let Me Be Your Fantasy"
15. Grid – "Rollercoaster" (Radio Mix)
16. Basic Element – "Leave It Behind" (Radio Edit)
17. Centory – "Point Of No Return" (Radio Version)
18. M.C. Sar & The Real McCoy – "Automatic Lover (Call For Love)" (Radio Mix)
19. Dr. Alban – "Let The Beat Go On" (Short)
20. Warp-9 – "Whammer Slammer" (Edit)